# 주루향

주루 향의 위치

주루향(한국어: 구여향, 중국어: 九如鄉, 병음: Jiǔrú Xiāng)은 중화민국 핑둥 현의 향이다. 넓이는 42.0187km2이고, 인구는 2015년 8월 기준으로 22,099명이다.

## 지리
주루 향은 핑둥 현 북서부에 위치하고, 북쪽은 리강 향과 서쪽은 가오슝 현 다수 향과 동쪽은 옌푸 향과 동남쪽은 창즈 향과 남쪽은 핑둥 시와 각각 접하고 있다. 핑둥 평원에 위치하기 때문에 지형은 평탄하고, 북동부에서 남서부를 향해 완만한 경사를 형성하고 있다. 가오핑시(高屏渓)의 지류인 우뤄시(武洛渓)가 향내를 통과하고, 열대 몬순 기후의 고온 다습한 기후가 특징이다.

## 역사
주루 향의 옛 이름은 구괴조(九塊厝)이다. 전승에는 장(張), 양(楊), 황(黄), 정(鄭)씨의 9호가 이곳으로 이주 한 것에서 명명되었다고 여겨진다. 청대에는 봉산현에 속하고 있었지만, 일본 통치 시대 초기에 아후청 관할이 되었다. 1920년의 타이완 지방제 개편 때, 이곳에 규카이 장(九塊庄)이 설치되어 다카오 주 헤이토 군의 관할이 되었다. 전후에는 가오슝 현 주콰이 향(九塊鄉)이었지만 1946년에 핑둥 시에 편입되었을 때에 주루 구(九如區)로 개칭되었다. 1950년에 신설된 핑둥 현 관할하의 주루 향으로 개편되어 현재에 이르고 있다.

## 교통
- 국도 3호선